# Tonalea
Tonalea (navaho Tó Nehelį́į́h) és una concentració de població designada pel cens dels Estats Units a l'estat d'Arizona. Segons el cens del 2000 tenia 562 habitants.

## Demografia
Segons el cens del 2000, Tonalea tenia 562 habitants, 123 habitatges, i 104 famílies La densitat de població era de 22,5 habitants/km².
Dels 123 habitatges en un 55,3% hi vivien nens de menys de 18 anys, en un 53,7% hi vivien parelles casades, en un 23,6% dones solteres, i en un 15,4% no eren unitats familiars. En el 14,6% dels habitatges hi vivien persones soles el 2,4% de les quals corresponia a persones de 65 anys o més que vivien soles. El nombre mitjà de persones vivint en cada habitatge era de 4,57 i el nombre mitjà de persones que vivien en cada família era de 5,13.
Per edats la població es repartia de la següent manera: un 48,9% tenia menys de 18 anys, un 10,1% entre 18 i 24, un 24,6% entre 25 i 44, un 13% de 45 a 60 i un 3,4% 65 anys o més.
L'edat mediana era de 19 anys. Per cada 100 dones de 18 o més anys hi havia 93,9 homes.
La renda mediana per habitatge era de 32.059 $ i la renda mediana per família de 32.206 $. Els homes tenien una renda mediana de 36.333 $ mentre que les dones 15.750 $. La renda per capita de la població era de 8.171 $. Aproximadament el 10,8% de les famílies i el 13,6% de la població estaven per davall del llindar de pobresa.
Segons el cens dels Estats Units del 2010 el 99,11% són nadius americans i el 0,71% blancs. El 0,89% de la població són hispànics.

## Poblacions més properes
El següent diagrama mostra les poblacions més properes.